# Maladera taoyuanensis
Maladera taoyuanensis är en skalbaggsart som beskrevs av Kobayashi 1991. Maladera taoyuanensis ingår i släktet Maladera och familjen Melolonthidae. Inga underarter finns listade i Catalogue of Life.